# وبیورن ساند
وبیورن ساند (انگلیسی: Vebjørn Sand؛ زاده ۱۱ مارس ۱۹۶۶) یک هنرمند اهل نروژ است.